# ضب ماكفاديني
ضب ماكفاديني أو ضب ماكفادين (الاسم العلمي: Uromastyx macfadyeni)، نوع من العظاءات المنتمية إلى فصيلة الحرذونيات. يوجد في الصومال.